# 高村正彦
高村 正彦（こうむら まさひこ、1942年〈昭和17年〉3月15日 - ）は、日本の政治家、弁護士（登録番号：10863）。公益財団法人日本武道館会長（第9代）。自由民主党憲法改正実現本部最高顧問。
衆議院議員（12期）、経済企画庁長官（第50代）、法務大臣（第70代）、防衛大臣（第3代）、外務大臣（第122・135代）、衆議院農林水産委員長、番町政策研究所会長（第3代）、自民党副総裁（第13代）、日中友好議員連盟会長、武道議員連盟会長、少林寺拳法振興議員連盟会長、自民党たばこ議員連盟顧問などを歴任した。
元衆議院議員高村坂彦の四男。息子は衆議院議員の高村正大。

## 来歴
山口県徳山市（現・周南市）出身。父・高村坂彦の衆議院議員初当選を機に東京都へ移る。東京都立立川高等学校、中央大学法学部法律学科卒業。23歳で司法試験に合格。司法修習第20期を修了し、1968年に弁護士登録。同期に江田五月（元参議院議長・法務大臣・科学技術庁長官）、横路孝弘（元衆議院議長）、神崎武法（元公明党代表・郵政大臣）、村井敏邦、五十嵐敬喜がいる。

### 政界へ
1980年、父・高村坂彦の引退に伴い、第36回衆議院議員総選挙に自由民主党公認で旧山口2区から出馬し、初当選。同期で中大法学部の同窓に長野祐也（中曽根派）がいる。小選挙区比例代表並立制導入後は山口1区から出馬し、中選挙区時代も含めて通算12期連続当選している。早くから河本敏夫率いる新政策研究会の次世代を担う領袖候補に目されていた。
1987年、竹下内閣で瓦力防衛庁長官の下で防衛政務次官に就任。
1994年、自社さ連立政権の村山内閣で経済企画庁長官に任命され、初入閣。当時大学生だった長男を秘書官に任命し、批判を受けた。1995年、所属していた派閥の名称が、新政策研究会から番町政策研究所に変更される。

### 橋本内閣
1996年には第2次橋本内閣で閣僚経験者でありながら池田行彦外務大臣の下で外務政務次官に就任し、ペルー日本大使公邸人質事件では解決に向けて奔走した。

### 小渕・森内閣
1998年、小渕内閣で外務大臣に就任。ガイドライン関連法の成立に尽力し、国会答弁では「スーパー政府委員」の異名を取った。小渕改造内閣でも留任。2000年12月には第2次森改造内閣で法務大臣に就任し、この頃から総裁候補の1人に目されるようになった。法相就任時の記者会見で「命令書にはんこを押しますか」と聞かれた際、高村は「日本は法治国家です。裁判所が決めたことを精査し、間違いがなければ判を押すのは当然でしょう。特別の信念があって押したくない人がいてもよいが、そういう人は法相を受けるべきではない」と明言したが、在任中一度も死刑事案は上がってこなかった。
2000年7月、番町政策研究所（旧河本派）の会長に就任。河本敏夫の死去した2001年以降、旧河本派は、高村派と称されるようになる。
山崎拓、加藤紘一、小泉純一郎の「YKK」に森喜朗を加えた「MYKK」に高村を加えて、「MY3K」と称されることもあった。この頃、小泉の後継を窺い、麻生太郎、古賀誠、平沼赳夫らと共に士志の会を結成した。
2003年、自由民主党総裁選挙に出馬。高村派所属議員の他、宏池会堀内派の林義郎やその長男・林芳正、大勇会の鈴木恒夫や森英介、平沢勝栄らが高村の推薦人に名を連ね、保守党党首から自民党に復党した野田毅も高村を支援した。結果は最下位（54票）に終わったものの、議員票では高村派議員数の16人を大きく上回る47票を獲得。一定の存在感を示した。

### 郵政民営化反対
総務会で郵政民営化法案の提出に反対した。衆議院本会議の採決では棄権した。後に参議院の審議で付帯決議付きの法案が可決され、過疎地の郵便局も存続の見通しが立ったため、衆議院の解散後に賛成の立場を明らかにし、自民党の公認を受けた。
2006年自由民主党総裁選挙では、同じ山口県選出の安倍晋三を高村派を挙げて支持し、安倍内閣では内閣府特命担当大臣（金融担当）に山本有二、在職中に死去した農林水産大臣・松岡利勝の後任に赤城徳彦を送り込んだ（赤城は事務所費問題が発覚し短期間で更迭）。2007年、第1次安倍改造内閣では防衛大臣に任命される。
安倍の後継総裁を選出する2007年自由民主党総裁選挙では、福田康夫を支持。

### 福田内閣

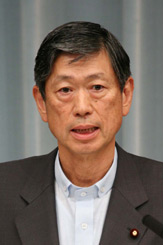
2007年9月26日、福田康夫内閣発足時の外務大臣就任会見にて

福田康夫内閣では外務大臣に任じられる。福田康夫改造内閣でも再任された。
2009年8月の第45回衆議院議員総選挙では、全国的に自民党への猛烈な逆風が吹き荒れる中、保守王国・山口県で圧倒的な強さを見せ、山口1区で民主党新人の高邑勉を破り、10選（派閥領袖で小選挙区で当選したのは高村、麻生太郎、二階俊博、古賀誠の4人）。高邑には5万票弱の大差をつけたが、比例復活を許した。山口1区で次点以下の候補が比例復活は初。

### 第二次安倍内閣
2012年自由民主党総裁選挙では、再び安倍晋三への支持を表明。総裁に当選した安倍の下、自民党副総裁に起用された。番町政策研究所の会長職は、副総裁を退任した大島理森が継いだ。同年12月の第46回衆議院議員総選挙では、山口1区で11選。
2014年12月の第47回衆議院議員総選挙では、山口1区で12選。
2017年1月30日、自由民主党副総裁の連続在任日数が1586日となり、歴代最長となる。9月、第48回衆議院議員総選挙には出馬せず引退、長男の高村正大が山口1区から後継として出馬し当選した。
安倍は、党内の改憲論議で中心的役割を担わせるため副総裁として続投させる考えを示し、引退後も再任された。
2018年春の叙勲で旭日大綬章を受章。
2018年10月2日、自民党副総裁を退任。党憲法改正推進本部の最高顧問に就任。

## 政策・主張

### 北朝鮮に対する姿勢
『毎日新聞』による小渕内閣の外相時代の評価は高く、北朝鮮問題でも「拉致問題解決なくしてコメ支援なし」の原則を公言していた。当時は北朝鮮に宥和的な政治家が対朝外交の主導権を握っていて、積極的な議員外交が繰り広げられていた。

### 中国に対する姿勢
2007年11月2日の衆議院外交委員会で、化学兵器の開発、生産、貯蔵及び使用の禁止並びに廃棄に関する条約に関して、民主党の松原仁は「昭和20年の敗戦後に中国側へ兵器を引き渡した際の引継書には化学兵器も含まれていた」と指摘したが、高村は「どっちに立証責任があるかといえば、それは条約上の建前からいって、日本側にあるんだろうと思います。これについては引き渡したものですよ、これについては日本側に責任はありませんよと。それは非常に困難なのではないかな、こういうふうな感じを、今御質問を聞きながら思いました」と述べた。
2008年3月17日に参院予算委員会で、中国・南京などにある抗日記念館の展示内容について、「事実関係に疑義のある展示や青少年の教育上、過度に残虐な表現がある展示がみられることは残念だ」と述べた。南京や盧溝橋の抗日記念館には、日本軍兵士による「百人斬り」の記事や写真などが掲示されており、高村は「指摘すべきは指摘し、中国側の適切な対処を求めていく」と語った。

### 統一教会との関係
- 弁護士時代に世界基督教統一神霊協会（2015年より「世界平和統一家庭連合」）の訴訟代理人を務めており、1980年には統一教会の女性信者が強制改宗させられているとして、裁判所に人身保護請求を行ってその信者を解放させたことがある[16]。また1989年の政治資金収支報告書によれば、統一教会の霊感商法の元締め的会社であるとされる「ハッピーワールド」から時価380万円の高級車（日産・セドリック）の提供を受けていた[17]。

- いわゆる勝共推進議員であったが、外務大臣に就任した年の『週刊ポスト』（1998年12月4日号）誌上では統一教会との関係について、冷戦構造下において共産主義反対というところで一致していただけで統一教会の弁護士をやめる際に今後は一切、相談は受けないことを申し入れたこと、統一教会の教祖文鮮明に対してビザ発給などで便宜を図ったことはないこと、1999年の入国に協力するつもりはないことなどを語っている。また週刊現代（1999年2月27日剛）の取材には「今は何の関係もない」としている[18]。
  - しかし2015年、家庭連合が所有する放送局「PeaceTV」の番組内で、同年5月に同会の金起勲（キムギフン）北米大陸会長らが来日した際、自民党本部で高村副総裁らに歓迎を受けたと放送されたことが、『週刊朝日』（2017年7月21日号）によって報じられた[19]。
- 2017年11月28日、政治評論家で元衆議院議員の長野祐也の編著『政界キーパーソンに聞くPART17』『医療界キーパーソンに聞くPART4』（共に統一教会関連団体の世界日報社刊）の出版を祝う会が都内で開かれ、自民党の高村正彦、石破茂、加藤勝信、塩崎恭久、田村憲久、立憲民主党の福山哲郎、希望の党の玉木雄一郎、長島昭久、細野豪志、読売新聞の橋本五郎特別編集委員らが激励のあいさつをした[20]。発起人代表として木下義昭・世界日報社会長が冒頭のあいさつを行った[20]。

### 党名
第45回衆議院議員総選挙での惨敗後、舛添要一が党再生を議論する政権構想会議の席上で提起した「『自由民主党』の党名変更」についていち早く反対を表明し、「選挙に負けて自虐的になったのかもしれないが、敗戦直後に『日の丸・君が代反対』という人が出たのに近い発想だ。党名を変えて目くらましをしようというのはあまりにも情けない」と舛添を牽制した。政権構想会議の座長だった伊吹文明ら党幹部の多くも反対したため、党名変更の賛成論は広がらなかった。

### 歴史関連
2013年5月13日、政務調査会長・高市早苗が、テレビで「村山談話」を批判した。批判は、「第2次安倍内閣の歴史認識が、歴代内閣とは違う点」が強調された。これに関し、「総理が一生懸命に説明しようとしているのに、政府・与党の幹部が誤解を受けたり、利用されたりする発言をすることがあってはならない」と、珍しく苦言を呈した。
2014年5月5日の会談において、中国共産党序列3位の張徳江の「日本側に主たる問題がある」という発言に対し、「『主たる原因』という表現は中国側にも原因があると認めたもの」と反論した。また、「どちらが『主たる原因』かは双方に立場はあるが、互いにしっかり話し合っていくことが必要だ」と述べた。

## 政治資金
- 道路特定財源を資金源とする道路運送経営研究会（道路特定財源の一般財源化に反対している）から献金を受けている[24]。
- 「全国貸金業政治連盟」（全政連）：サラ金業界の政治団体で、日本共産党の機関紙『しんぶん赤旗』にここから政治献金を受けていると報じられた[25]。
- 高村正彦法曹後援会により法曹会の総会を支援しつつ資金を得ている[注釈 1]。

## 人物
- 日中国会議員書画展へ書画を提供している[27]。
- 少林寺拳法5段である。国会内にあるトレーニング施設に通った回数は4000回以上と言われ、元プロレスラーの衆議院議員馳浩をプロレス技で締め上げたという逸話もある[28]。
- 経済企画庁長官であった1994年（平成6年）に長男が長官秘書官に就任した際、大学在学中であったため、『日刊ゲンダイ』に批判された[29]。
- 小学生のころからの相撲好きであるが、体が小さいため力士になることは早くに断念している[30]。2013年3月25日、横綱審議委員会委員に就任[31]。2022年1月24日、矢野弘典の後任として第17代横綱審議委員会委員長に就任[32]。2023年1月23日の春場所後の定例会合で5期10年の任期満了で委員も含め退任となった[33][34]。
- 2014年の第186回国会において、過去に、大臣、副大臣、政務官、補佐官、議長、副議長、委員長の要職にあった衆議院議員で、質問、議員立法、質問主意書のいずれかの提出がなかった24人の議員（野田佳彦、小沢一郎、野田毅、亀井静香、鳩山邦夫、中村喜四郎、浜田靖一、高村正彦、平沼赳夫、丹羽雄哉、額賀福志郎、大島理森、川崎二郎、金子一義、山口俊一、山本有二、大畠章宏、小池百合子、細田博之、塩谷立、渡海紀三朗、林幹雄、伊藤達也、佐藤勉）の一人として紹介されている[35]

## 不祥事
- 福田康夫内閣の外務大臣任期中、大規模な政治資金パーティーを自粛すると定めた大臣規範に反し、パーティを開催して約5390万円の収入を得ていたことが政治資金収支報告書で分かった[36]。
- 高村の政党支部が、それぞれ農水省と経産省の補助金交付が決まっていた企業から計60万円の寄付を受けていたことが、2015年に発覚した[37]。政治資金規正法では、補助金交付決定から1年以内の企業からの寄付を禁じている[37]。

## 家族・親族

### 高村家
（山口県熊毛郡三井村（現光市三井）、周南市、東京都）
- 祖父・宇佐吉（農業、大工の棟梁、村会議員[38]）
- 祖母・キチ[38]
- 父・坂彦（内務官僚、徳山市長・衆議院議員）

1902年（明治35年）12月生 - 1989年（平成元年）10月没
- 母・すず[39]（北海道出身[39]、旧姓中山[39]）
- 兄・幸男（数学者、お茶の水女子大学名誉教授）

1931年（昭和6年）8月生 - 2009年（平成21年）3月没
- 妻・治子（旧姓東野）
- 息子・正大（衆議院議員）

1970年（昭和45年）11月生 -

## 所属団体・議員連盟
- 自民党たばこ議員連盟（顧問）[40][41]
- 神道政治連盟国会議員懇談会[42][43]
- みんなで靖国神社に参拝する国会議員の会[42]
- 武道議員連盟会 会長[44]
- 少林寺拳法振興議員連盟会 会長[44]
- 人間の安全保障議員連盟会 会長[44]
- 安全と情報を考える会 会長[44]
- 入国管理体制を考える有志の会 会長[44]
- 日中友好議員連盟 会長[44]
- 日本・ロシア協会 会長
- 日本スペイン友好議員連盟会 会長[44]
- 日本ペルー友好議員連盟会 会長[44]
- 日本ギリシャ友好議員連盟会 会長[44]
- 日本イラン友好議員連盟会 会長[44]
- 日ロ友好議員連盟会 会長[44]
- 日本・ニュージーランド友好議員連盟会 会長[44]
- TABLE FOR TWO 支援議員連盟会 会長[44]
- 天皇陛下御即位二十年奉祝国会議員連盟（常任幹事）[45]
- 時代に適した風営法を求める議員連盟[46]
- 健康・省エネ住宅を推進する議員連盟会 会長[44]
- 自然エネルギー促進議員連盟会 会長[44]
- 日韓議員連盟（副会長）[47]
- 北京オリンピックを支援する議員の会（副会長）[信頼性要検証]

## 著書
- 選挙ってなんだろう!? 18歳からの政治学入門（島田晴香との共著、PHP研究所、2015年）
- 国家の矛盾（三浦瑠麗との共著、新潮新書、2017年）
- 冷戦後の日本外交（聞き手：兼原信克・川島真・竹中治堅・細谷雄一、新潮選書、2024年）